# HAL Allergy
HAL Allergy is een Nederlands biofarmaceutisch bedrijf gevestigd in Leiden. HAL Allergy begon in 1959 Haarlem als het Haarlems Allergenen Laboratorium. De activiteiten toen waren het ontwikkelen van immunotherapieën voor allergenen bij de behandeling van allergieën. Dit is hedendaags nog steeds een kernactiviteit van het bedrijf.

## Geschiedenis
HAL Allergy werd in 1959 opgericht door Dr. Johan Kuijper als het Haarlems Allergenen Laboratorium. HAL ontdekte in 1959 dat in huisstof zich de huisstofmijt ophoudt, dit verklaarde de symptomen van de hiernaar vernoemde huisstofmijtallergie.
In de jaren 1970 groeide HAL Allergy uit tot een middelgroot laboratorium en breidde het uit naar de Duitse markt. Aanvankelijk ontwikkelde het test uit waarmee kon getest worden op patiënten allergisch waren voor bepaalde allergenen. Later volgde behandelmethodes voor deze allergieën. Zo ontwikkelden zij in 1990 een behandelmethode tegen berkenpollen en in 1998 een tegen wespengif. Door de groei van het bedrijf en een vraag naar extra capaciteit verhuisde het in 2009 naar het Bio Science Park in Leiden, waar een GMP-productievestiging werd gebouwd naar ontwerp van JHK Architecten. De nieuwbouwvestiging van HAL Allergy bestaat uit een 3.000 m² grote productiefaciliteit en 2.700 m² aan kantoor en laboratoria.
In 2012 werd dochterbedrijf HALIX opgezet als contractfabrikant (Contract Development Manufacturing Organization). Deze dochteronderneming houdt zich bezig met de productie van biotechnologische producten en beschikt over licenties voor klinische en commerciële vervaardiging van biologicals.

## Producten
- producten bestemd voor allergie-immunotherapie is het grootste aandeel van HAL Allergy's omzet en bestaat uit de volgende type producten:
  - Sublinguale immunotherapie (SLIT). Een op sublinguale toediening gebaseerde allergievaccin, op de markt gebracht onder verschillende merknamen waaronder SUBLIVAC. Deze productgroep omslaat producten tegen verschillende allergenen en combinaties daarvan, waaronder pollen, schimmels, mijten en huisdieren.
  - Subcutane immunotherapie (SCIT). Een op een injectie gebaseerd allergievaccin, op de markt gebracht onder verschillende merknamen waaronder PURETHAL en VENOMENHAL. Deze productgroep omslaat producten die weerstand bieden tegen de meest voorkomende allergenen zoals pollen, schimmels, mijten, huisdieren, bijen en wespen. De bovengenoemde allergie-immunotherapieproducten zijn gezuiverd en afkomstig van natuurlijke bronnen.

## Sponsoring
HAL Allergy is een van de hoofdsponsoren van de European Academy of Allergy and Clinical Immunology (EAACI).